# Norte Araguaia (tiểu vùng)
Norte Araguaia là một tiểu vùng thuộc bang Mato Grosso, Brasil. Tiều vùng này có diện tích 84916 km², dân số năm 2007 là 87251 người.